# Джеррі Ролінгс
Джеррі Ролінгс (англ. Jerry John Rawlings; 22 червня 1947 — 12 листопада 2020) — державний, військовий та політичний діяч Республіки Гана. Глава держави у 1979 та 1981—2001 роках.

## Життєпис

### Ранні роки
Народився 22 червня 1947 року в родині фармацевта, шотландця за походженням, та власниці готелю, представниці народності еве. Закінчив Ганську військову академію та Авіаційне училище в Такораді (1969). Нагороджений престижним призом «Птах швидкості» як найкращий кадет у льотній майстерності.
Як офіцер відзначався дисциплінованістю й відповідальністю. У квітні 1978 року отримав звання лейтенанта.

### Перший період правління
15 травня 1979 року лейтенант Ролінгс разом із групою молодих військовиків невдало намагався скинути режим генерала Акуффо та був заарештований 28 травня (на нього чекав смертний вирок). Утім, його виступ перед судом, що пояснював його дії глибокою соціальною несправедливістю в країні, набув сильного суспільного резонансу. Зокрема, найрізноманітніші армійські верстви висловили згоду з його метою.
4 червня 1979 його звільнили з в'язниці солдати, після чого він очолив військовий переворот, який підтримали численні цивільні особи. В результаті перевороту було усунуто режим Акуффо. Влада перейшла до Революційної ради Збройних Сил (РРЗС), що складалась із 16 молодших офіцерів, очолив Раду Ролінгс. РРЗС заявила, що взяла владу на короткий термін з єдиною метою провести чистку Збройних сил та керівного апарату від корупції. «За злочини проти держави» було страчено вісьмох вищих військових посадовців, серед яких були і двоє колишніх військових керівників Гани Ігнатіус Куту Ачампонг і Фред Акуффо, а також троє суддів Верховного суду. Сотні високопосадовців були засуджені до тривалих термінів каторжних робіт із конфіскацією майна. Було націоналізовано низку компаній, які в основному належали індійцям і ліванцям, стягнуто штрафи з осіб, які ухилялись від сплати податків, конфісковано значні запаси товарів з підпільних складів спекулянтів.
Парламентські вибори 18 червня 1979 року, проведені за рішенням РРЗС, принесли перемогу лівій Національній народній партії (ННП). На президентських виборах, що відбулись у липні того ж року, перемогу здобув кандидат від ННП Хілла Ліманн. 24 вересня РРЗС офіційно передала владу новому цивільному уряду.
За часів правління РРЗС Гана визнала Сахарську Арабську Демократичну Республіку. Виступ Ролінгса на VI конференції країн, що не приєднались, у Гавані у вересні 1979 року свідчив про прагнення військовиків надати зовнішній політиці Гани антиімперіалістичної спрямованості, а також посилити зв'язки із прогресивними африканськими режимами. Заходи, проведені РРЗС, створили сприятливі умови для популяризації ідеї повернення до політичних принципів часів правління першого президента країни Кваме Нкруми.
Режим Ролінгса широко застосовував революційні методи у своїй політиці й лівацьку фразеологію, хоча до комунізму, як відзначали зарубіжні експерти, не прагнув. Об'єктивно кроки РРЗС відкрили можливість для серйозних політичних перетворень. Було успішно подолано спротив національної буржуазії новому режиму й недовіру до нього з боку сусідніх держав, які остерігались порушення політичної рівноваги у Західній Африці.

### Повернення до влади
Адміністрація Ліманна, незважаючи на передвиборчі обіцянки, не змогла вивести країну з повномасштабної кризи. На початку 1980-х років Гана опинилась у катастрофічному становищі. Значно знизились виробництво продовольчих товарів, обсяги експорту, видобуток корисних копалин, прийшла у занепад інфраструктура, фінанси зазнали краху, небувалих масштабів сягнули корупція, злочинність, тривожного розмаху набула еміграція. За таких умов зростала популярність Ролінгса, який виступав з різкою критикою влади. Президент звільнив його у відставку й судив, почав заохочувати етнічні армійські асоціації, розраховуючи позбавити лейтенанта — вихідця зі сходу країни — підтримки північного населення, які становили більшість сержантського складу ганської армії.
У ніч на 1 січня 1982 року Ролінгс очолив безкровний військовий переворот, під час якого уряд Ліманна було усунуто. Було скасовано Конституцію країни та заборонено діяльність усіх політичних партій. Влада перейшла до Тимчасової ради національної оборони (ТРНО), яку очолив Ролінгс. Він заявив, що військовики мають намір здійснити «національно-демократичну революцію», яка докорінно поліпшить життя ганців. Усі місцеві органи виконавчої влади були розпущені, а їхні повноваження передані комітетам захисту революції (КЗР), метою яких було проголошено «втягнення народу до управління країною та створення демократії нового типу». Такі комітети брали активну участь у боротьбі зі злочинністю, корупцією, контрабандою, контролювали діяльність підприємств та установ, займались перерозподілом продовольства тощо. Однак уже до кінця 1980-х років їхні повноваження було урізано й посилено контроль уряду за їхньою діяльністю.
Основним завданням нової влади було відновлення економіки країни. Було послаблено контроль над приватним сектором, ухвалено новий інвестиційний кодекс, що забезпечував пільги іноземцям, запроваджено «плаваючий» курс національної валюти відносно до західноєвропейських валют, встановлено нові податки, скорочено державні видатки, знято контроль над цінами, а зарплатню заморожено.
З листопада 1983 року до Гани почали надходити значні кошти у вигляді позик і кредитів від міжнародних валютно-фінансових установ, зокрема МВФ та західноєвропейських країн. В цілому уряду Ролінгса вдалось домогтись стабільного економічного підйому. Стійко розвивались провідні експортні галузі, зросла продуктивність праці, збільшилось завантаження виробничих потужностей. Було відновлено транспортну мережу, реконструйовано порти, знижено рівень інфляції, розширено мережу закладів охорони здоров'я та освіти. Економічна лібералізація супроводжувалось коригуванням внутрішньополітичного курсу. Була проголошена «політика національного примирення». Почалась активна електрифікація відсталих північних районів країни. Уряд домігся повернення десятків тисяч ганців, які працювали у Нігерії, надавши їм гідні робочі місця.
Активно здійснювався пошук нових закордонних інвестицій до економіки країни. Вони були однією з головних цілей офіційних візитів глави держави до Китаю, Малайзії та Сінгапуру 1995, а також до Японії 1997. Ролінгс проводив перемовини з американськими інвесторами під час зустрічі з діловими колами кругами штату Техас (1995), навіть напередодні виборів 1996 року він обговорював тему інвестицій під час візиту до Німеччини. За його сприяння у червні 1996 року у місті Аккра відбулась Перша конференція з питань залучення приватних інвестицій до економіки африканських країн.
У 1983—1986 роках було вжито 17 спроб усунення уряду Ролінгса, в яких у тому числі брали участь найманці, закинуті з територій сусідніх Кот-д'Івуару й Того.
Режим Ролінгса продемонстрував можливість переходу від військового режиму до конституційного правління без потрясінь і тривалих перехідних програм. Повернення Гани до демократичного державного устрою почалось з проведення на початку 1989 року виборів на непартійній основі до місцевих зборів усіх 110 округів країни. На всенародному референдумі 28 квітня 1992 року було ухвалено нову конституцію, яка передбачала створення в країні багатопартійної політичної системи. 18 травня 1992 року було знято заборону на діяльність політичних партій (сам Ролінгс заснував та очолив Національний демократичний конгрес (НДК), партію ліво-центристського, соціал-демократичного спрямування, нині член Соцінтерну).
3 листопада 1992 року в країні відбулись перші за 10 років президентські вибори, перемогу на яких здобув Ролінгс, який до того часу звільнився з лав Збройних сил і був єдиним кандидатом від НДК, Партії національної згоди та руху «Кожен ганець живе усюди» — 58,4 % голосів. 7 січня 1993 він склав присягу як президент Гани й тим самим увійшов до новітньої історії країни як перший колишній глава військового режиму, обраний президентом республіки демократичним шляхом.
На виборах 7 грудня 1996 року Ролінгса було переобрано на пост глави держави, він здобув 57,4 % голосів, а його НДК — 133 з 200 місць у парламенті.
Упродовж всього періоду його правління зберігався єдиний курс, що привів до безсумнівних успіхів (наприклад, виробництво продовольства зросло тільки у 1994–2000 роках на 148 %).
2000 року Джеррі Ролінгс відмовився від участі у президентських виборах та пішов з політики, оголосивши своїм наступником Джона Міллза.
У зовнішній політиці режим Ролінгса підтримував національно-визвольний рух Півдня Африки, рух панафриканізму. Сам Ролінгс зробив значний внесок до врегулювання ситуації в Ліберії, де 5 років тривала громадянська війна. Визнанням авторитету Ролінгса стало обрання його 1994 року головою ЕКОВАС (Економічне співтовариство країн Західної Африки). Він є лауреатом премії ім. Азіківе, яка вручається за ефективне керівництво країною, та міжнародної премії за боротьбу з голодом (1993) — усі кошти витратив на облаштування й закупівлю книжок для ганських університетів.
Є почесним доктором права коледжу Medgar Evers, Нью-Йоркського університету та має докторський ступінь Лінкольнського університету з дипломатії та розвитку. Вже після виходу у відставку у серпні 1997 року був нагороджений Орденом Ямайки.
На більшості офіційних заходів Ролінгс з'являвся у ганському національному вбранні або у темно-синьому блейзері, що підкреслював його військову виправку. Здебільшого проживав окремо від родини на території казарми.
Ролінгс перетворив Гану на одну з найстабільніших африканських демократій та домігся постійного економічного зростання. Нині читає лекції в різних університетах світу (включаючи Оксфордський).

## Хобі
Захоплюється читанням, автоперегонами, водним поло, їздить верхи, конструює літальні апарати, пілотує літаки. За часів президентства віддавав перевагу літати за рубіж на літаку-винищувачі.
В американському документальному фільмі Life and Debt («Життя й обов'язок») (2001), а також у серіалі «Тевис Смайлі» (2004) зіграв самого себе.

## Родина
З 1977 одружений з Наною Конаду Агеман (нар. 17 листопада 1948), представницею народності ашанті. Завдяки її зусиллям Гана стала першою африканською країною, яка ратифікувала конвенцію ООН про права дитини. Стала ініціатором прийняття закону про правах спадкування за відсутності заповіту, що затвердив права жінок у Гані. За активної участі її руху та її особисто в Гані відкрито близько 1000 дошкільних дитячих закладів.
Дочки:
- Езенатор (нар. 1978, доктор наук)
- Яа
- Асантева
- Аміна

Син — Кіматі